# Peter Ambrozy
Peter Ambrozy (* 20. August 1946 in Villach) ist ein österreichischer Politiker (SPÖ). Er war in den Jahren 1988 und 1989 Landeshauptmann von Kärnten.

## Leben
Peter Ambrozy besuchte nach der Volksschule in Hermagor und Spittal an der Drau das Realgymnasium in Spittal und Klagenfurt. Nach der Matura im Jahr 1964 widmete er sich dem Studium der Rechtswissenschaften an der Universität Wien, das er im Jahr 1973 mit dem Titel Dr. iur. abschließen konnte.
Seine berufliche Tätigkeit begann bereits zuvor in der Wirtschaftspolitischen Abteilung der Arbeiterkammer Wien in den Jahren 1969 bis 1973. Danach kam er zurück nach Kärnten, wo er von 1973 bis 1980 im Amt der Kärntner Landesregierung als Sekretär von Landeshauptmann Leopold Wagner tätig war. Es folgten die Berufung zum Direktor des Kärntner Landtagsamtes sowie anschließend die Tätigkeit als Landesparteisekretär der Kärntner SPÖ in den Jahren 1983 bis 1988. Vom Jahr 1995 bis 2005 war er wieder bei der Kärntner Landesregierung angestellt.
Peter Ambrozys politische Karriere begann als Mitglied des Bundesrates für die SPÖ von 1983 bis 1984. Danach war er vom Jahr 1984 an für vier Jahre Abgeordneter zum Kärntner Landtag. Im Jahr 1988 übernahm er von Leopold Wagner das Amt des Landeshauptmanns von Kärnten. Dieses hielt er jedoch nur bis zum darauffolgenden Jahr, als die Kärntner SPÖ bei der Landtagswahl nicht mehr die absolute Mehrheit erreichte und in der Folge der Parteiobmann der FPÖ, Jörg Haider, vom Landtag zum Landeshauptmann gewählt wurde. Den Landesparteivorsitz der SPÖ Kärnten, den er in denselben Jahren innehatte.
In den Jahren 1989 bis 1994 war er Landeshauptmann-Stellvertreter, danach bis zum Jahr 2000 wieder Abgeordneter im Kärntner Landtag. Dann kam ein neuerlicher Aufstieg zum Landeshauptmann-Stellvertreter, und mit ihm eine neuerliche Ernennung zum Landesparteivorsitzenden der SPÖ. Wie nach der verlorenen Landtagswahl 1989 gab es auch in den folgenden Jahren einen starken Machtkampf in der Landesregierung zwischen ihm und Jörg Haider, doch diesmal fehlte es Ambrozy an der Unterstützung. Er erlebte harte Kritik besonders aus dem eigenen politischen Lager; der Tiefpunkt seiner Akzeptanz waren nur 61 Prozent der Stimmen beim Landesparteitag 2004. Seine Kritiker führten an, dass er bisher keine Wahl gegen Jörg Haider hatte gewinnen können, doch fehlte es ihnen vorerst an Alternativkandidaten, weshalb Ambrozy für ein weiteres Jahr seine Funktion behielt.
Mit seinem Rücktritt als Landesparteivorsitzender der SPÖ im Herbst 2005 trat er auch als Landeshauptmann-Stellvertreter zurück, um sich aus dem politischen Leben zurückzuziehen. Sein gewählter Nachfolger als Landesparteivorsitzender bei einem Sonderparteitag am 29. Oktober 2005 wurde erstmals eine Frau, Gabriele Schaunig-Kandut. Sie trat auch seine Nachfolge in der Landesregierung an.
Wichtige sonstige Tätigkeiten waren der Vorsitz der ARGE Alpen-Adria im Jahr 1988. Seit 1997 bekleidete er den Vorsitz des Präsidiums des Roten Kreuzes Kärnten und seit 2012 auch das Amt des Vizepräsidenten des Österreichisches Rotes Kreuzes bis 2022.
Ambrozy ist verheiratet und lebt in Klagenfurt.

## Auszeichnungen
- Landesorden in Gold für besondere Verdienste um das Bundesland Kärnten (1988)
- Großes Goldenes Ehrenzeichen mit dem Stern für Verdienste um die Republik Österreich (2019)